# Magyar Nyelvjárások
Magyar Nyelvjárások a Debreceni Egyetem Magyar Nyelvtudományi Tanszékének (ma Magyar Nyelvtudományi Intézetének) évkönyve. Kiadja a Debreceni Egyetemi Kiadó. Indulás: 1951. Székhely: Debrecen. Periodicitás: évente. ISSN 0541-9298 (nyomtatott); ISSN 1588-7162 (online)

## Témaköre, szerkesztői
Tudományos közleményei a magyar nyelvjárásokkal határon innen és túl és az ezekkel összefüggő nyelvtudományi kérdésekkel foglalkoznak. Az 1. kötetet (1951) Bárczi Géza szerkesztette.

### További szerkesztők
- Kálmán Béla 2 (1953)—24 (1982); 26-27 (1984-1985);
- Sebestyén Árpád 5 (1983); 28-29 (1990)—36 (1999);
- Hoffmann István, Kis Tamás, Nyirkos István 37(1999)— 44 (2006);
- Hoffmann István, Kis Tamás, Nyirkos István, Tóth Valéria 45 (2007)—47 (2009).